# Willem van Spoelberch
Willem (van) Spoelberch (Brussel, 21 augustus 1569 - Mechelen, 1 juni 1633), telg uit de Brabantse familie Spoelberch, was een franciscaanse schrijver en predikant.

## Levensloop
Spoelberch, telg uit een adellijke familie, verzaakte aan de wereldse genoegens en trad in 1587 in bij de orde van de franciscanen, waar hij priester werd gewijd. Hij deed uitgebreide studies en sprak vloeiend zeven talen. Hij kreeg binnen zijn orde opeenvolgende taken toegewezen als gardiaan, definitor, visitator en custodius en reisde ook een paar maal naar Rome in dienst van zijn orde.
Hij besteedde zijn leven echter vooral aan predicatie doorheen de (vooral Zuidelijke) Nederlanden en werd een van de belangrijke kanselredenaars van de Contrareformatie. Hij kreeg hierdoor grote bekendheid. Daarnaast publiceerde hij ook talrijke religieuze werken.

## Publicaties
- Korte Verklarinyhe van de Principaelste mysterien en ceremonien die ghebruyct worden in het alderheilichste Sacrificie der Misse (...), Antwerpen, Jan van Ghelen, 1597.
- Waerachtighe Historie van de Martelaers van Gorcom, meestendeel Minderbroeders die veur het Catholijck gheloove van de ketters ghedoodt zijn in den Jaere onses Heeren M. D. L. XX1I, Antwerpen, Plantijnsche drukkerij, 1604 (vertaling uit het Frans van een werk door Willem Hesselsone).
- Catholick goedduncken ende onderwys, over eenige bedriegélycke vraegen ende antwoorden, begrepen in een cleyn boecxken, by manière van  catechismus geintituleert: "Een cort begryp inhoudende de voornaemste hooftstucken der Christelyckce religie, gedruckt tot Delft"", Antwerpen, Ghislenus Janssens, 1599.
- Beschryvinghe van het Casteel oft wooninghe van de Siele, gemaecht deur de E. Moeder Terese de Jesus, fondateresse van de Orden Ongeschoyde Carmelieten van den eersten Reghel (...), Antwerpen, Verdussen, 1608 (vertaling uit het Spaans, via het Frans).
- Corte Devote Oeffeningen op de veertich Wercken der Maghet Marie begrepen in de tien Capitelen des Reghels vande Orden der Annuntiaten, Leuven, Jan Maes, 1614.
- Het Beghinsel oft Oorspronck van de orden Onser L. Vrouwen, ghenoempt Annuntiaten, Leuven, Jan Maes, 1614.
- Sommighe Meditatien ende Devote Oeffeningen op de merckelijckste Poincten van de goetheyt Godts in zijne wercken ende manieren, Leuven, Jan Maes, 1615.
- Declaratien oft verclaeringhen op den reghel van de orden Onser L. Vrouwen ghenoemt Antiuntiaten, Antwerpen, Plantijnsche Drukkerij, 1617.
- Manuale FF. Minorun, ex variis ordinis monumentis collectum, Antwerpen, Gerardus Wolschatius, 1618.
- Den Psalter der H. Maghet Maria, ghedight deur den H. Bonaventura van de Orden der Minderbroeders, Antwerpen, 1618 (uit het Latijn  vertaald).
- Het Boek des Broederschaps van het Heyligh Cruys tot Hoboken, Antwerpen, Willem van Tongeren, 1618.
- Tresoor van devote H. Litanien, uyt verscheyde gheapprobeerde boecken vergadert, ende bedeylt op de seven daeghen van de weecke, Antwerpen, G. van Wolsschaten, 1628.
- Handt-boecxken, inhoudende den Reghel van de derde Orden S. Francisci, genoemt van Penitentie, veur de gene die in hunne particuliere huysen  willen in ostmoedighe penitentie leven, Antwerpen, Guill. Lesteens, 1644.